# Могильов I
Могильóв І (біл. Магілёў І) — вузлова залізнична станція Могильовського відділення Білоруської залізниці на перетині неелектрифікованих ліній Орша-Центральна — Могильов — Жлобин, Могильов — Осиповичі I і Могильов — Кричев I. Розташована в однойменному місті Могильовської області.

## Історія
1900 року імператор Микола II затвердив Положення, яке передбачало будівництво залізничної лінії від Вітебська до станції Жлобин. Станція Могильов замислювалася як пасажирська — був запланований досить великий вокзал. Його проект передбачав модну на той час коридорну систему планування. Простора структура будівлі мала суворе симетричне рішення з двома невеликими прибудовами в торцях.
З 19 по 21 грудня 1902 року комісія під головуванням старшого інспектора-інженера В. М. Панова приймала і оглянула станцію Могилів І. В акті огляду під п. 27 повідомлялося:
|  | «Вокзал станції Могильов облицьований київською цеглою, дах покритий 12-фунтовим листовим залізом. Є центральне опалення за системою Кайфера. Є приміщення на вокзалі для тимчасового перебування членів уряду». |

Вокзал станції Могильов І урочисто відкритий 1902 року. Пасажирів на вокзал доставляли візники, а з 1911 року з'явилися два таксомотора, власником яких був Самуїл Сагал — дід відомого художника Марка Шагала.
Впродовж 1914—1915 років на станції Могильов на посаді військового санітара проходив військову службу майбутній відомий поет Сергій Єсенін.

Старовинні фото вокзалу
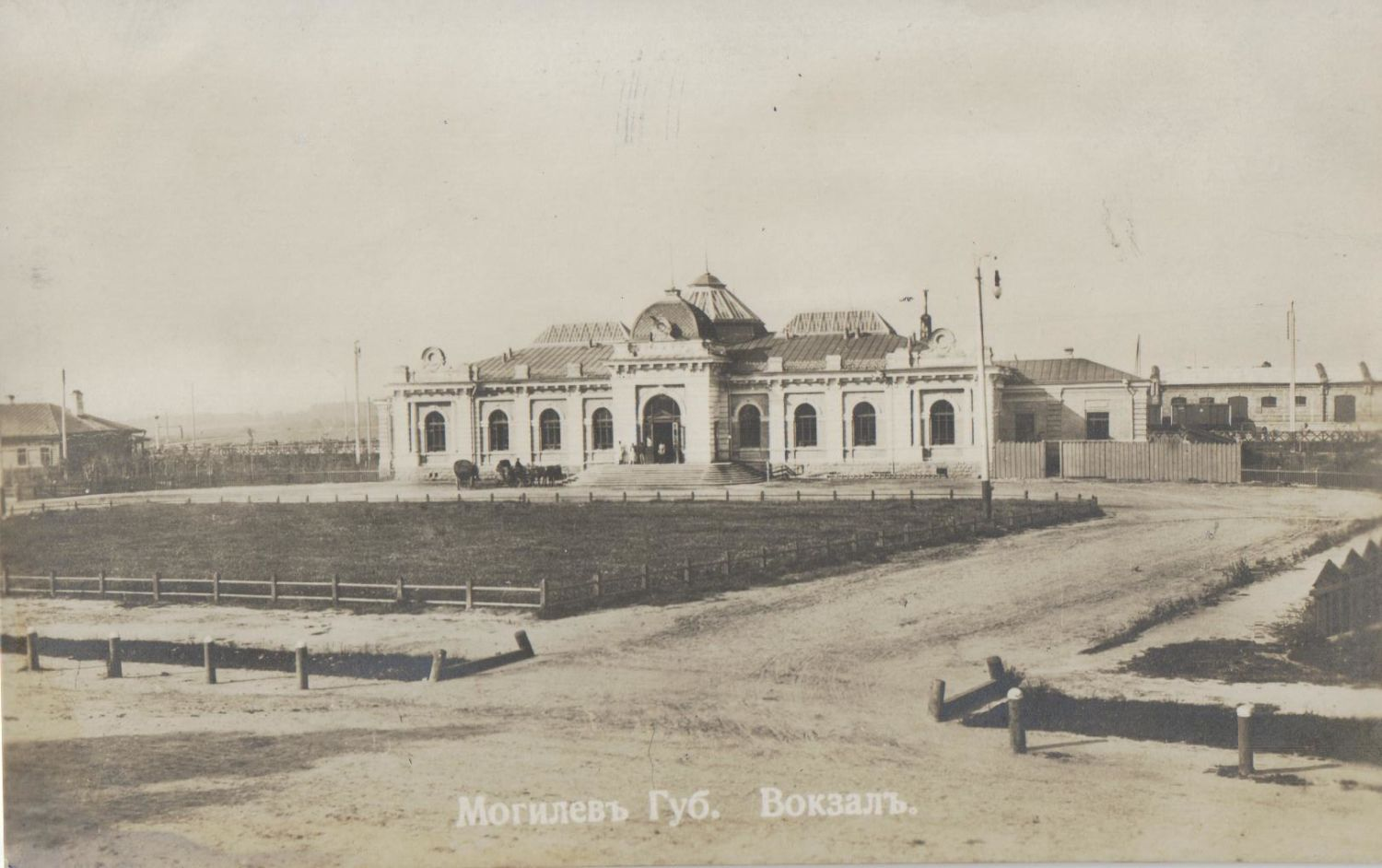
1901
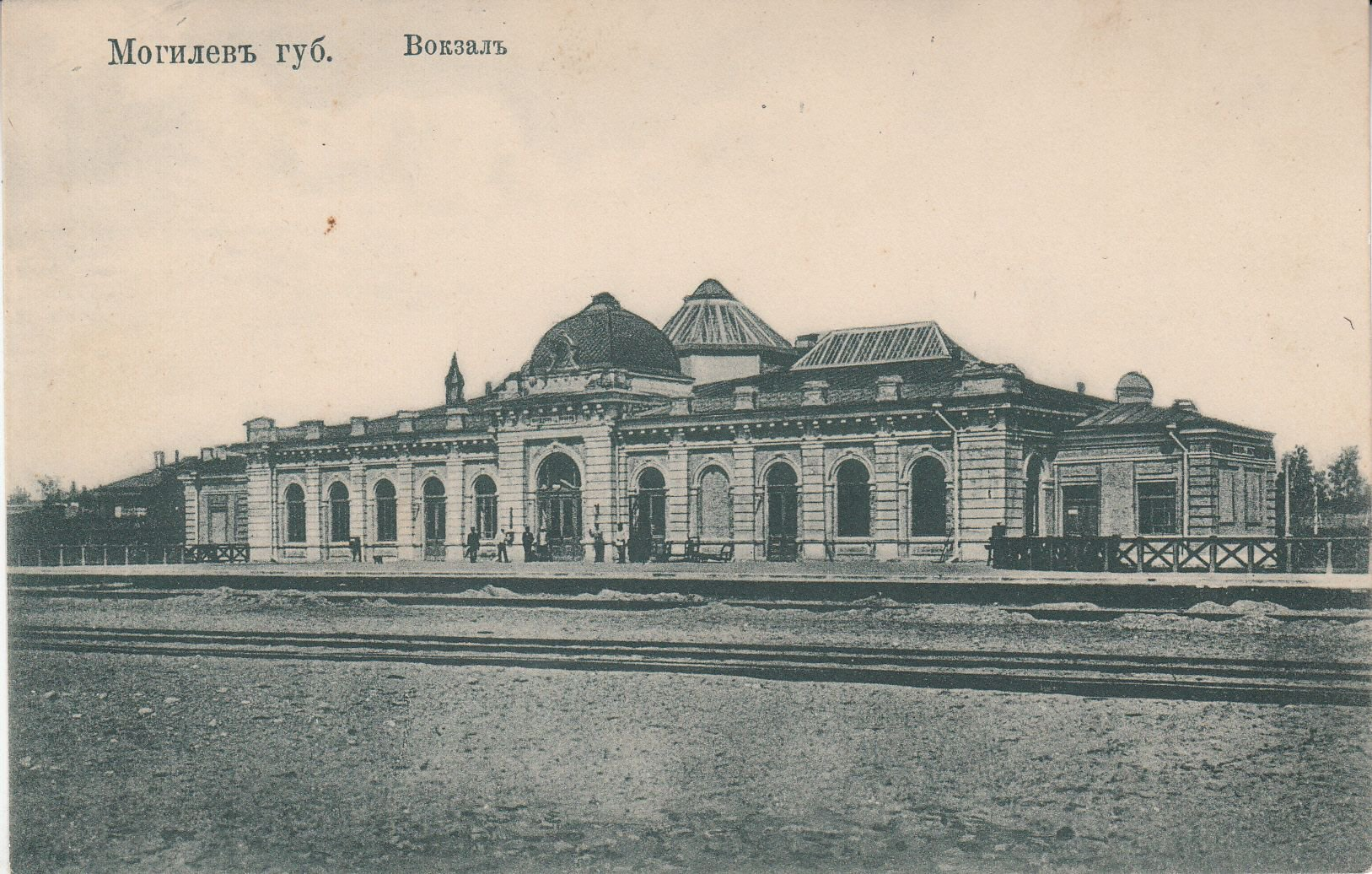
1910
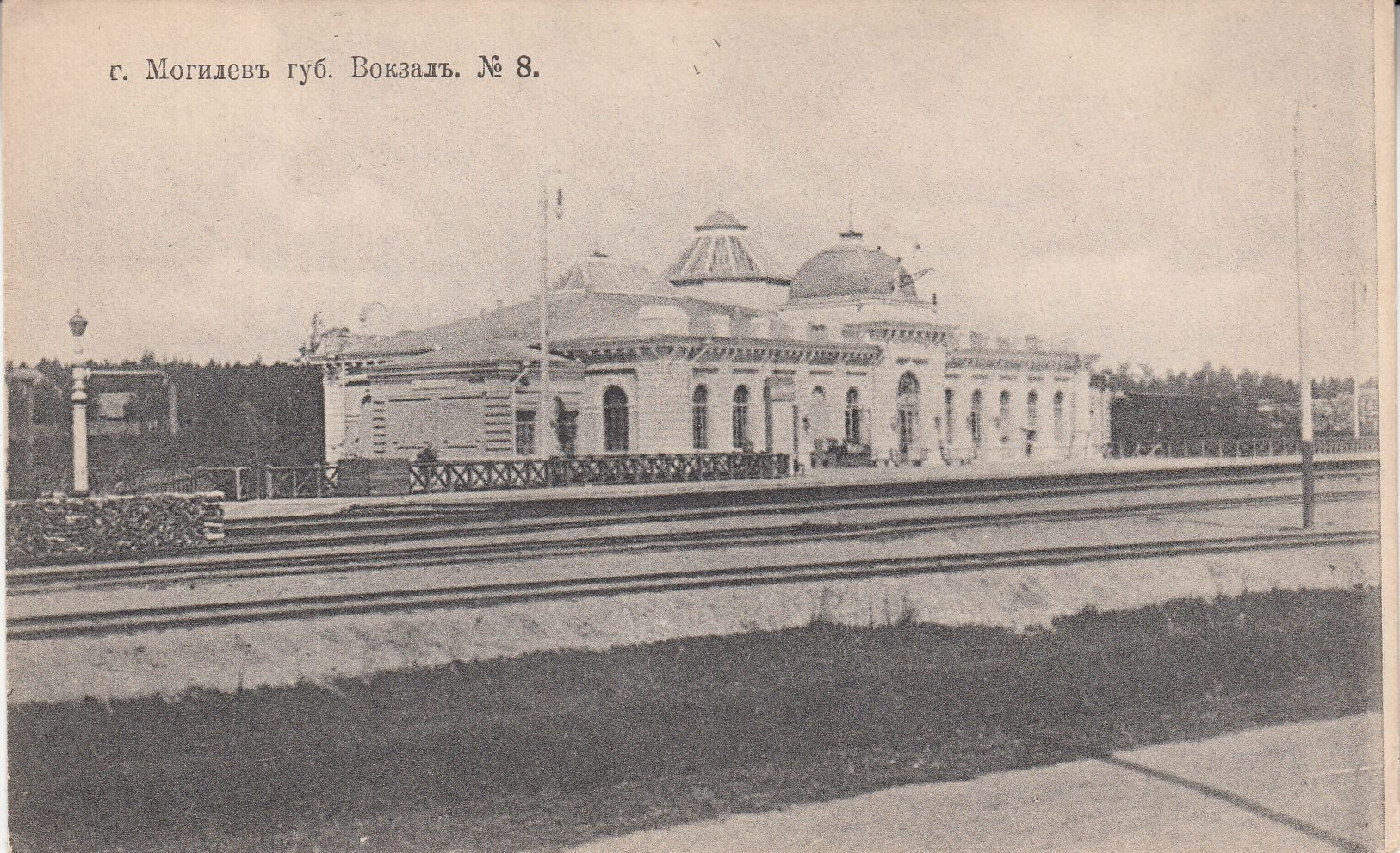
1915
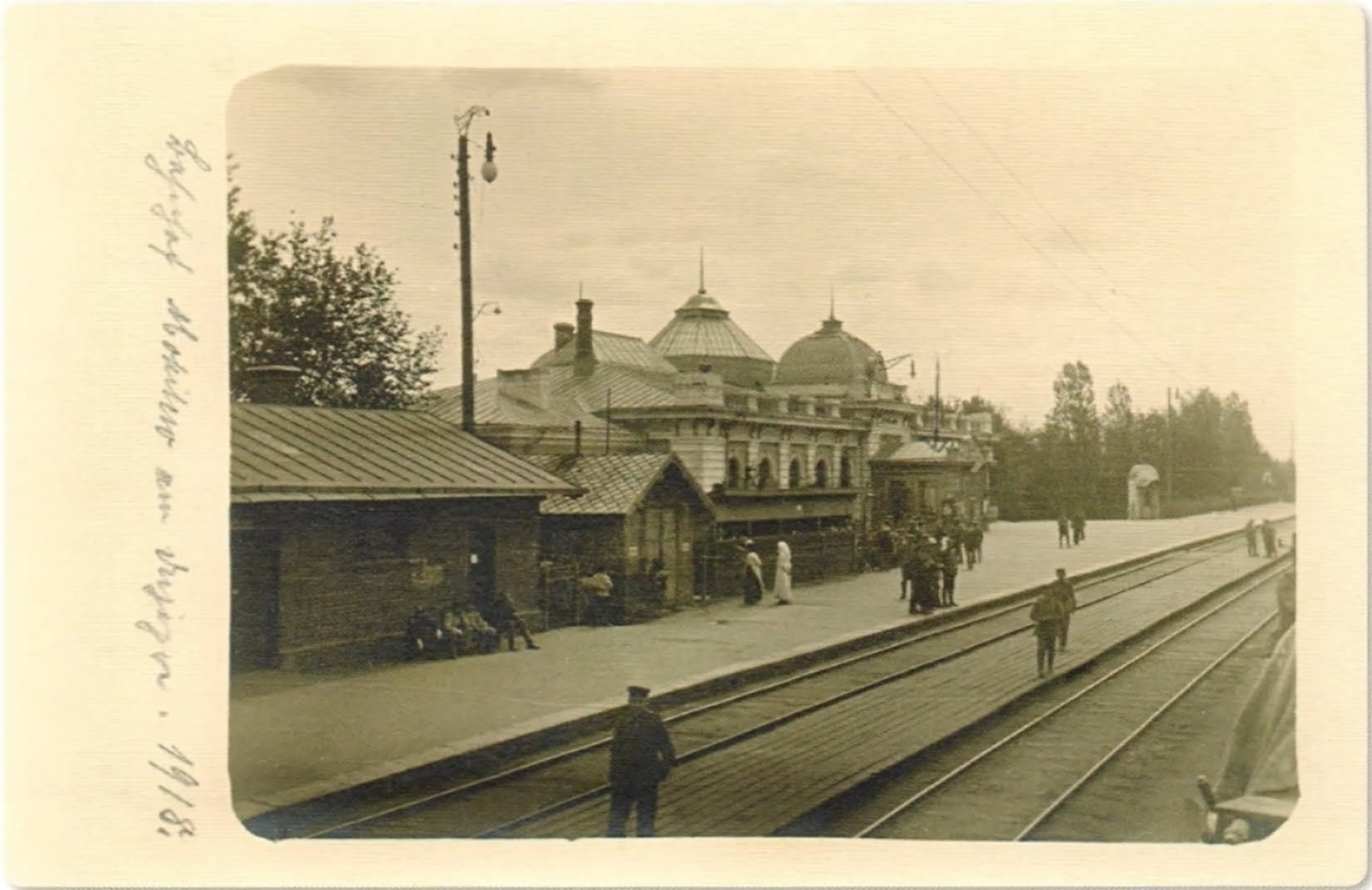
1918
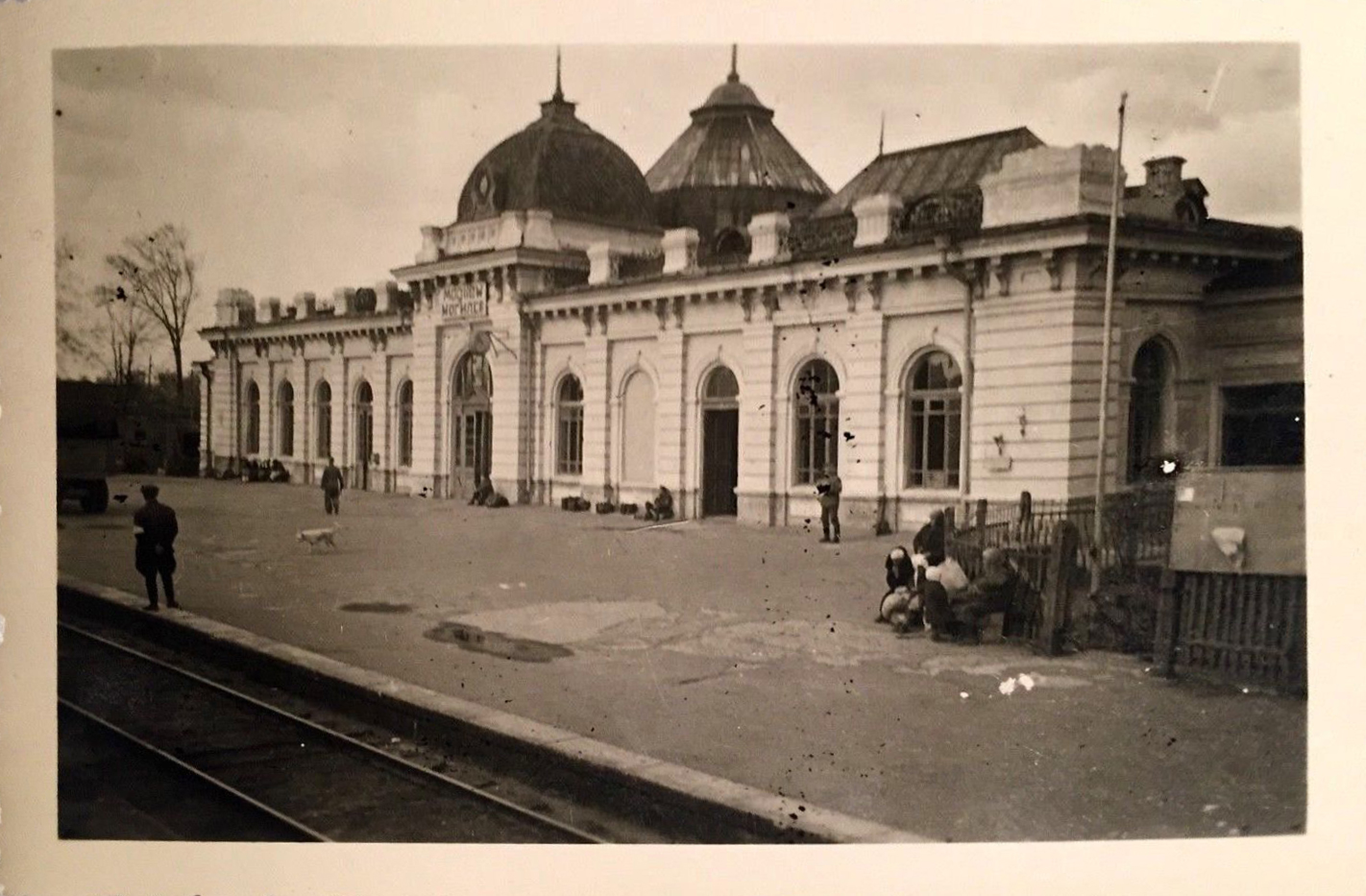
Травень 1942

У серпні 1915 року німецькі війська вторглися на територію Білорусі, тому Ставка Верховного головнокомандувача російської армії була переміщена в Могильов. На станції Могильов був споруджений спеціальний тупик для царського потяга.
20 березня 1930 року дільниці Могильов — Жлобин, Могильов — Кричев — Рославль і Могильов — Осиповичі передані Західній залізниці із виключенням зі складу Московсько-Білорусько-Балтійської залізниці.
Під час Другої світової війни на станцію лягла вся важкість евакуації людей і обладнання, будівля вокзалу була серйозно зруйнована, але вже у 1945 році був проведений її капітальний ремонт.
У 1956—2004 роках виконано ряд реконструкцій вокзального комплексу. В результаті реконструкції у 2000—2004 роках пасажирський комплекс вокзалу станції Могильов І набув сучасного вигляду.

## Інфраструктура
У складі вокзального комплексу є: пасажирська будівля, перон, дві острівних платформи, пішохідні переходи, багажне відділення, туалет.
Будівлі вокзального комплексу обладнані спеціальними пандусами, пішохідними переходами, які розташовані на одному ж рівні між платформами і пероном, для заїзду (проїзду) інвалідів-візочників.
Напроти будівлі квиткових кас розташована автомобільна стоянка, на якій є місця для автомобілів інвалідів-візочників, про що вказує дорожні знаки.
На території вокзалу наявна візуальна інформація, виконана у вигляді інформаційних табличок із зазначенням телефонного номера, за яким пасажир з обмеженими можливостями може звернутися у разі скрутної ситуації, що виникла на території залізничного вокзалу. Поруч з вокзалом розташований Привокзальний сквер та Привокзальний ринок.
Вокзал є кінцевою зупинкою для тролейбуса № 5 і автобусних маршрутів № 6, 8, 14, 25, 26, 47.

## Пасажирське сполучення
Через станцію Могильов І прямують пасажирські потяги міжнародних та міжрегіональних ліній, а також потяги регіональних ліній бізнес- та економ-класу. 
Потяги далекого сполучення
Пасажирські потяги далекого сполучення сполучають станцію Могильов І з Мінськом, Брестом, Барановичами, Вітебськом, Гомелем, Гродно, Дніпром, Києвом, Кишиневом, Львовом, Москвою, Одесою, Полоцьком, Рівне, Санкт-Петербургом, Солігорськом, Сумами, Харковом та Анапою, Адлером (у літній період). 
Потяги приміського сполучення
Приміське сполучення здійснюється потягами регіональних ліній економ-класу до Бихова, Воничей, Друть, Кричева, Жлобина, Коммунарів (тут курсують потяги бізнес-класу), Орши-Центральної, Осиповичі I, Чаусів, Шклова.
Актуальний розклад руху пасажирських потягів на сайті Білоруської залізниці.

## Галерея

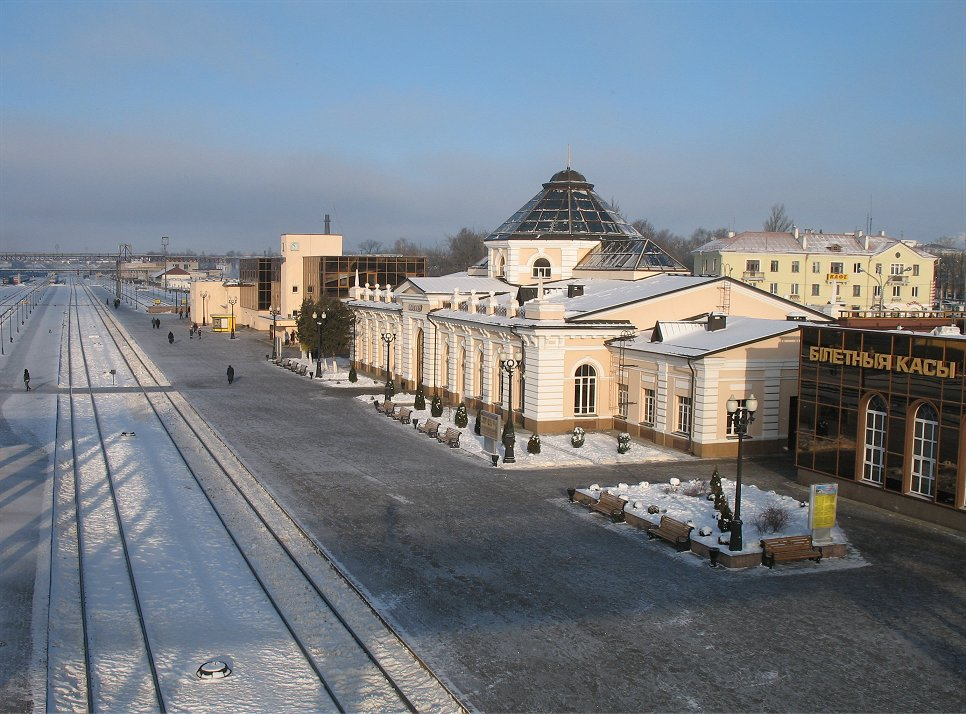
Станція Могильов І
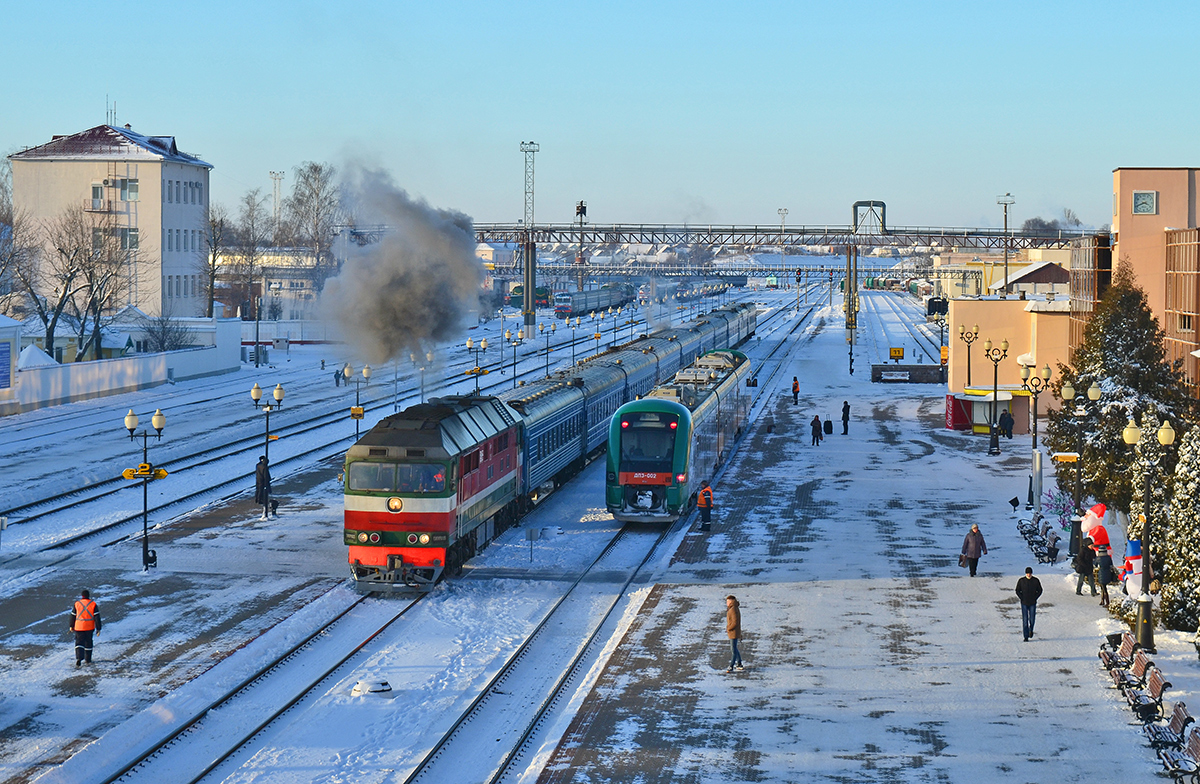
ТЕП70 з пасажирським потягом і дизель-поїзд ДП3 на станції Могильов І
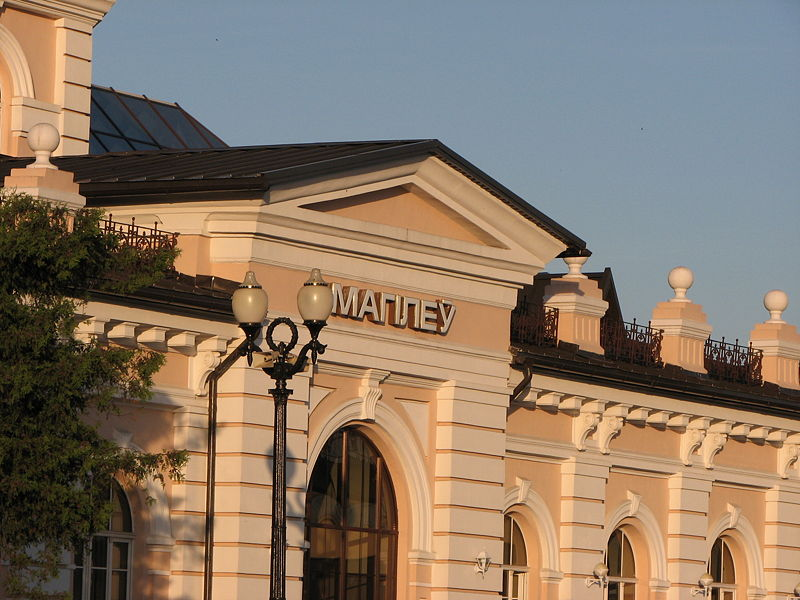
Фасад вокзалу
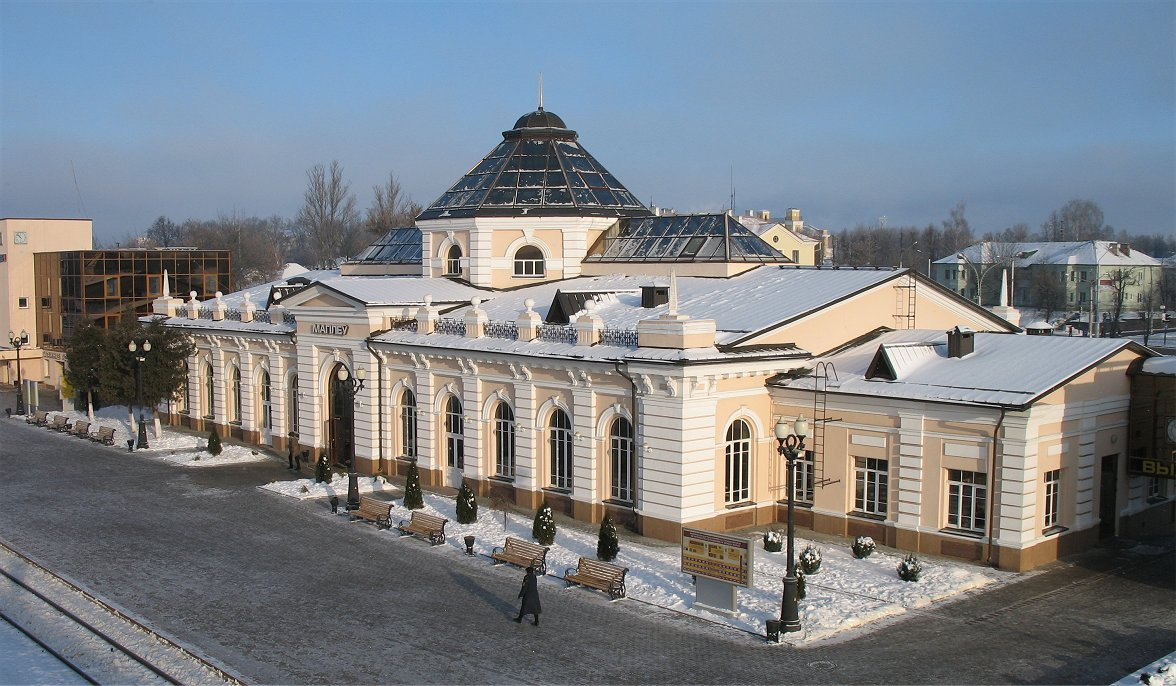
Вокзал вдень
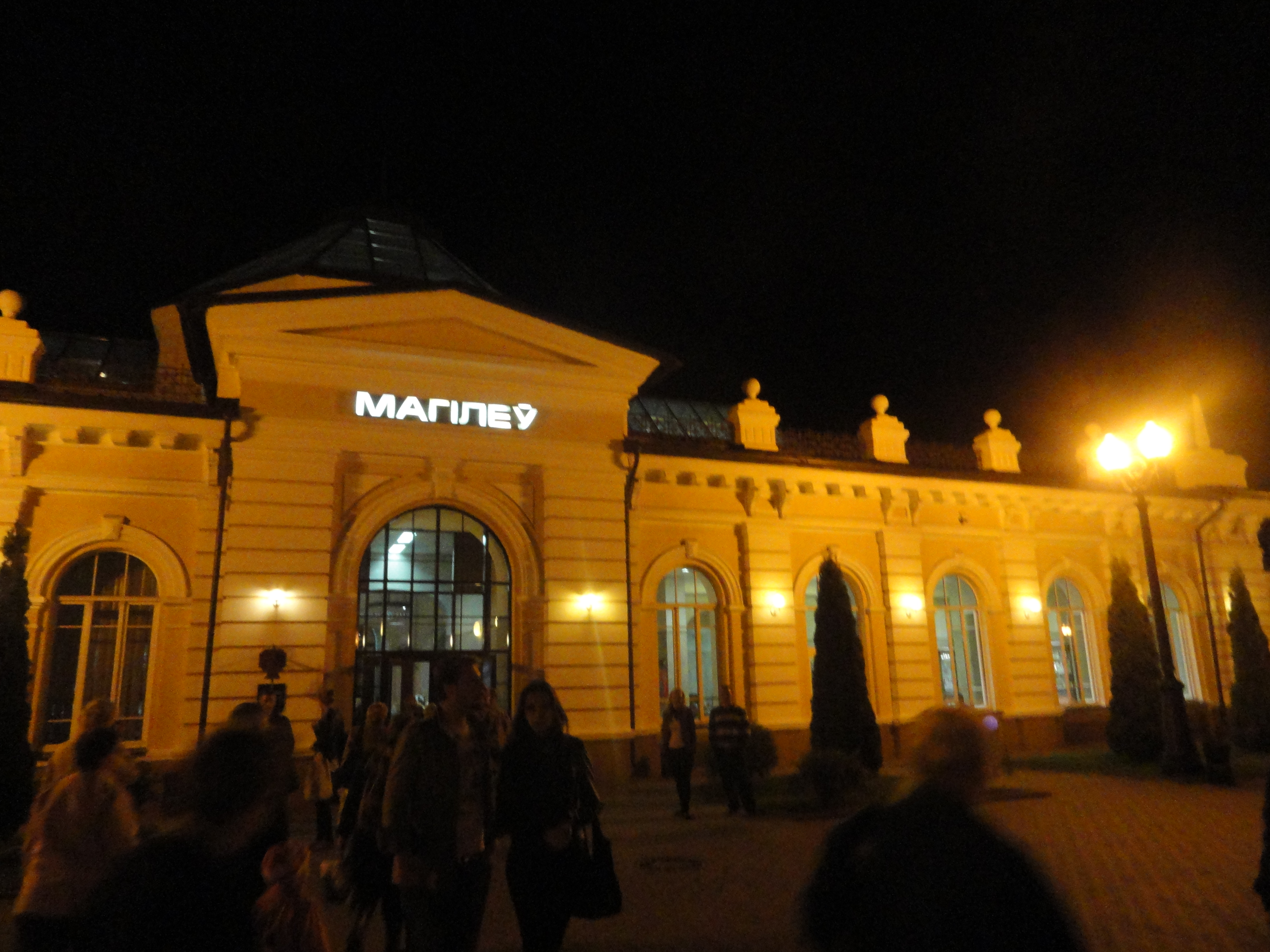
Вокзал вночі